# ジル・ルロワ
ジル・ルロワ（Gilles Leroy, 1958年12月28日 - ）は、フランス人作家である。
1958年、フランスバニューで生れた。
2007年、ゴンクール賞を受賞した。

## 受賞歴
- 2005 : 芸術文化勲章
- 2007 : ゴンクール賞 （Alabama songに対して）

## 日本語訳された作品
- 『ゼルダ最後のロマンティシスト』傳田温訳、中央公論新社、2008年

## 作品
小説
- 1987 : Habibi
- 1990 : Maman est morte
- 1992 : Madame X
- 1994 : Les Jardins publics
- 1996 : Les Maîtres du monde
- 1998 : Machines à sous
- 2000 : Soleil noir
- 2002 : L'Amant russe
- 2004 : Grandir
- 2005 : Champsecret
- 2007 : Alabama song（『ゼルダ最後のロマンティシスト』）、2007年ゴンクール賞
- 2010 : Zola Jackson

短編小説
- 1991 : Les Derniers seront les premiers

脚本
- 2005 : Le Jour des fleurs
- 2008 : SPY